# 舟形深海鰩
舟形深海鰩（學名：Bathyraja scaphiops），為軟骨魚綱鰩目單鰭鰩科深海鰩屬的一種，分布於西南大西洋阿根廷與烏拉圭海域，深度100至500公尺，體長可達111公分，棲息在深海沙泥底質海域，為底棲性魚類，卵生，雌魚會產下有角的卵囊，屬肉食性，生活習性不明。